# Papel de parede

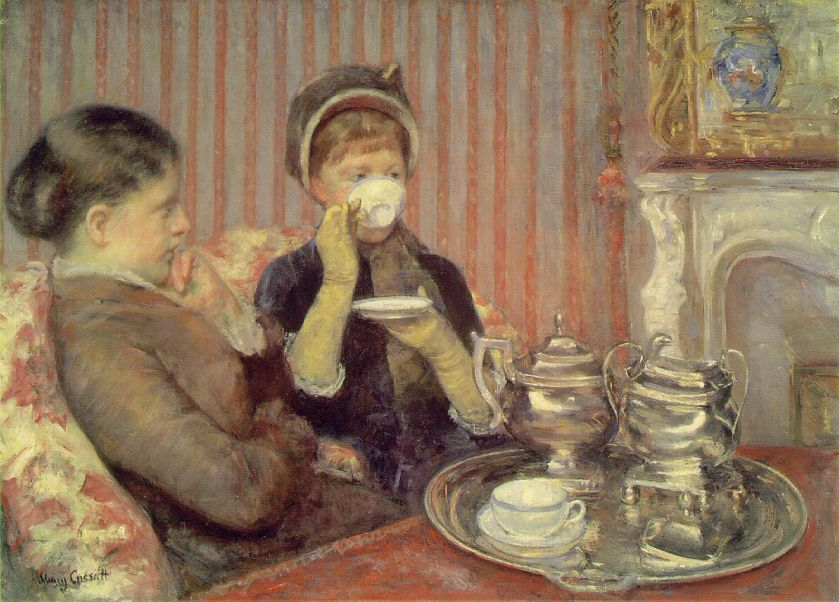
Pintura de Mary Cassatt de duas senhoras bebendo chá em uma sala com papel de parede (1880)

Papel de parede é um material usado para cobrir e decorar as paredes do interior de residências, escritórios, entre outros prédios.

## História

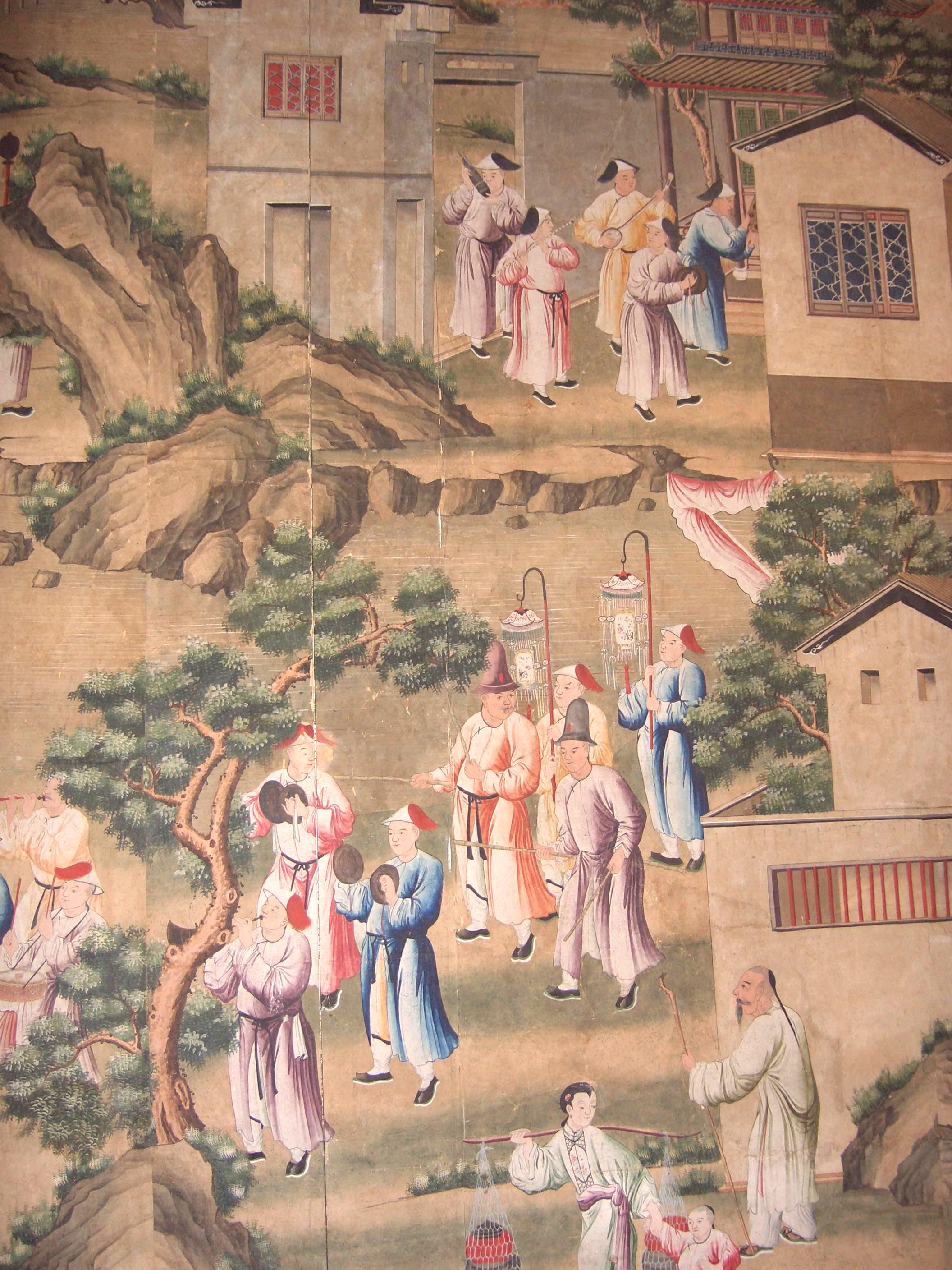
Papel de parede chinês mostrando um funeral, do período Qianlong

### Criação
O papel de parede surgiu na China, como elemento decorativo, aproximadamente duzentos anos antes de Cristo. Era rudimentarmente produzido com papel de arroz, totalmente branco, portanto sem qualquer tipo de detalhe decorativo.
Posteriormente, ele passou a ser produzido com o pergaminho vegetal, ganhando cores e motivos. As pinturas do papel eram feitas à mão por artesãos, e depois vieram os carimbos de madeira decorativos, que eram embebidos em tinta para imprimir os desenhos. As tiras resultantes desse trabalho eram então coladas nas paredes, em substituição das originais que ornavam os palacetes de mandaris e ricos comerciantes.

### Popularização na Europa
A Europa passou a ter mais contato com a China a partir dos séculos XVI e XVII, e o papel de parede surgiu no continente europeu pelas mãos de comerciantes árabes, que aprenderam com os chineses a sua produção. Passou a ser usado para decorar parte das paredes, janelas e portas, substituindo as telas e as tapeçarias.
Até 1500, havia limitadas variações de papéis de parede com temas chineses na Europa; daí a expressão chinoiserie. Com a chegada de artistas renascentistas italianos na França, a convite de Francisco I, surgiram os padrões totalmente europeus. Contudo, as folhas continuavam a ser demasiado pequenas e a qualidade da reprodução, mediana; tudo em um ritmo de produção muito lento.
Em 1630, foi inaugurada a primeira fábrica de papel de parede, a Papel-Toutisses, na cidade de Roven, França.
Em 1675, o gravador francês Jean Papillon aplicou na fabricação dos papeis o mesmo princípio utilizado na gravura: a passagem dos desenhos para blocos de madeira, possibilitando também o uso da cor sem restrições técnicas. Coloridos e baratos, os papéis de parede foram usados em bolsas, originando uma moda que definitivamente se popularizou no século XVIII. Na época, a casa real francesa foi a que menos poupou o papel de parede ao decorar seus palácios: Luís XI encomendava anjos sobre fundo azul de Jean Bourdichon; Luís XV exigia papéis influenciados pelo rococó a Jean Pillement; e Luís XVI abandonou de vez a chinoisserie, decretando papéis com motivos românticos ou clássicos.
Em 1770, foi inaugurada em Paris uma fábrica de papéis pintados e flocados.
Em 1870, Juan Zuber instalou na comuna francesa de Rixheim uma fábrica de papel de paredes que funcionou até 1939, na qual foram aperfeiçoadas as técnicas de impressão com corantes. A fábrica de Zuber também lançou o primeiro rolo com mais de quatro metros lineares de papel de parede pronto para uso.

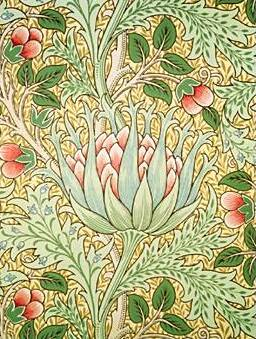
Papel de parede de "Alcachofra", de John Henry Dearle para William Morris & Co., 1897 (Victoria and Albert Museum).

Em 1634, a Inglaterra iniciou sua produção em Cambridge. Os primeiros papéis multicoloridos foram impressos em 1750. Em 1783, a chamada Manufatura Real empregava cerca de quatrocentos artesãos. O Chippendale, inspirado pelo rococó francês, passou a ser o papel mais vendido e procurado de Londres, mas era muito variado. Em 1814, veio a máquina de impressão, criada por Konig, inovando e melhorando o processo de fabricação do papel. A máquina de Konig espalhava com precisão fibras de algodão e seda sobre a tinta ainda fresca, resultando, pela transparência e sobreposição, motivos com relevo. Assim surgiu o chamado flock. A Rainha Vitória mandou forrar as paredes de Hampton Court com o flock, para a sua lua de mel com o Príncipe Alberto.

### Arts & Crafts
A progressiva industrialização acabou provocando uma quebra na qualidade artística. William Morris, fundador do movimento Arts & crafts,  favorecia um retorno ao artesanato, elevando os artesãos à condição de artistas e evitando assim a manufatura industrial barata de artes decorativas e da arquitetura. Morris acabaria por tirar partido dos padrões alegres e florais do chintze (um tecido usado em cortinados e capas para móveis), aplicando-os ao papel. Os resultados foram tão ruins que hoje os ingleses usam a expressão chintzy para se referir a tudo que seja de mau gosto.
A mistura entre padrões e suportes levou a indústria, que Morris combatia, a lançar o papel para crianças e o lavável. Firmas inglesas da época, como Jeffrey and Company ou a Shand Kydd, ficaram famosas.

### Papel de parede no Brasil
No Brasil, o papel de parede apareceu devido à forte imigração europeia no final do século XIX. Porém, até 1930, a importação desse produto era pequena, em função dos altos custos, sendo em seguida esquecido por anos. Em 1960, com a modernização da indústria brasileira e com a redução dos custos, o papel tornou-se um popular revestimento decorativo de paredes.

## Tipos e Tamanhos

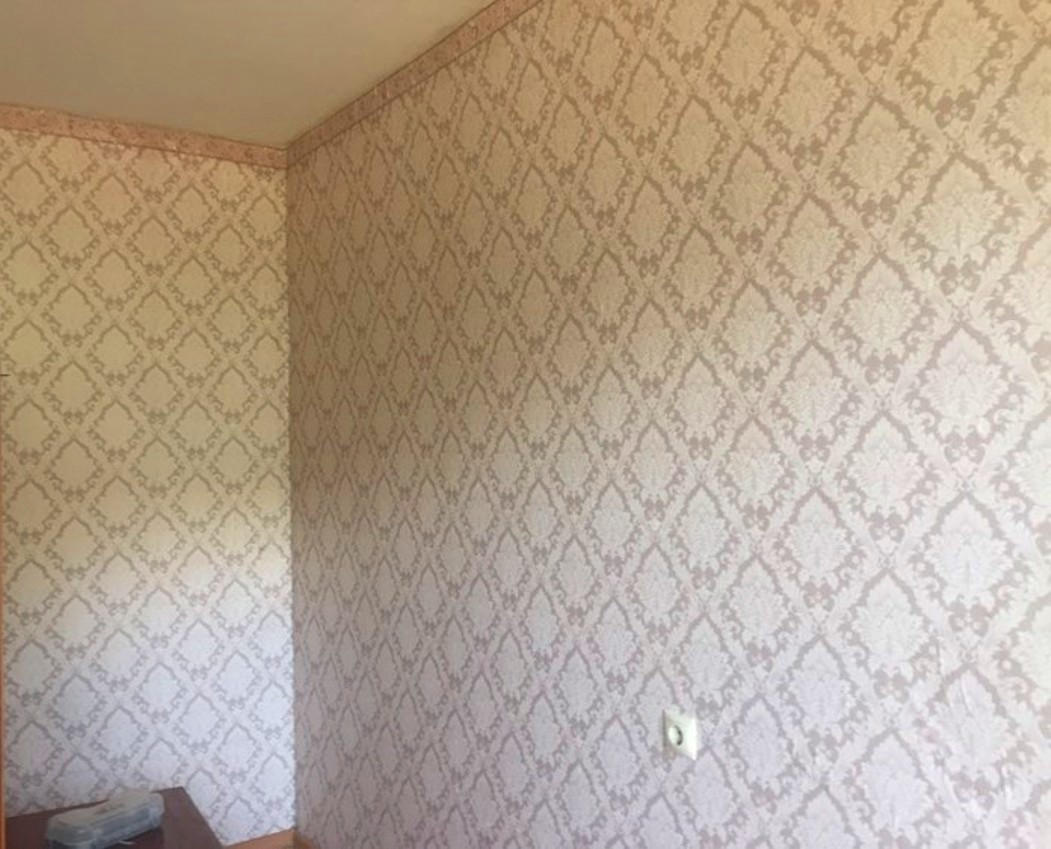
Papel de parede em uma residência

Em termos de métodos de criação, os tipos de papel de parede incluem papel de parede pintado, papel de parede de blockwood impresso à mão, papel de parede de estêncil impresso à mão, papel de parede impresso à máquina e papel de parede flocado.
Os revestimentos de parede modernos são diversos e o que é descrito como papel de parede pode não ser mais feito de papel. Dois dos tamanhos mais comuns do papel de parede feitos de fábrica são chamados de produtos laminados "americanos" e "europeus". Os laminados americanos têm 27 polegadas (69 cm) por 27 pés (8,2 m) de comprimento. Os produtos laminados europeus têm 52 polegadas (20 pol.) De largura por 10 metros (33 pés) de comprimento,aproximadamente 5,2 metro quadrados (56 pés quadrados). A maioria das bordas do papel de parede é vendida por comprimento e com uma ampla gama de larguras, portanto, a área de superfície não é aplicável, embora algumas possam exijam recortes.
O revestimento de parede mais comum para uso residencial e geralmente o mais econômico é o papel revestido de vinil pré-moldado, comumente chamado de "removível", que pode ser enganoso. O tecido de vinil de tecido é bastante comum e durável. Vinis mais leves são mais fáceis de manusear e pendurar. Os vinis com fundo de papel são geralmente mais caros, significativamente mais difíceis de pendurar e podem ser encontrados em larguras não aparadas mais largas. O papel de parede em folha tem geralmente um suporte de papel e pode (excepcionalmente) ter até 36 polegadas (91 cm) de largura, sendo muito difícil de manusear e pendurar. Papéis de parede têxteis incluem sedas, lençóis, panos de grama, cordas, rattan e folhas impressas reais. Existem revestimentos capazes de parede capazes de reduzir o ruído. Os revestimentos de parede personalizados estão disponíveis a preços elevados e, na maioria das vezes, têm pedidos mínimos de rolos.
O vinil maciço com forro em tecido é o revestimento mural comercial mais comum e sai de fábrica com cerca de 54 polegadas (140 cm), a ser sobreposto e duplo corte pelo instalador. Este mesmo tipo pode ser feito de fábrica, para cerca de 27 polegadas (69 cm).
O papel de parede também vem como 'bordas', normalmente pendurado horizontalmente no topo das paredes e acima dos lambris. O papel de parede de bordas vem em uma variedade de cores e padrões, bordas retas ou em forma e larguras (às vezes chamadas de 'alturas' devido à sua orientação) e é usado para fornecer uma aparência final a paredes já penduradas com papel de parede impresso, ou como um destaque para paredes pintadas ou com papel normal. Alguns papéis de parede limítrofes são decorados com imagens e até mesmo escritos, que, quando pendurados, podem contar uma história simples ou um tema conhecido, como contos de fadas, poemas, pictogramas de alfabetos ou numerais, ou obras religiosas. Nas casas ocidentais modernas, eles são chamados de "frisos" e geralmente adornam creches e quartos de crianças. Eles também podem ser encontrados em salas e bibliotecas.
Papel de parede não tecido: O papel de parede não tecido é feito de uma mistura de pasta química e fibras têxteis e é usado sozinho ou como suporte de outros tipos de papel de parede. Ao instalar este papel de parede, a pasta é aplicada diretamente na parede, após o que o papel de parede ficará instalado sem marcação de tempo.
Papel de parede de papel: Fabricado em papel reciclável. Também é usado como material de apoio para outros papéis de parede. Ao usar papel como papel de parede, o horário da reserva deve ser considerado.
Papel de parede fotográfico e metálico: esses papéis de parede são aplicados em um material de suporte, como papel de parede não tecido ou de papel. Ao produzir papel de parede de foto, a imagem será impressa em um papel de apoio. Para criar um papel de parede ótico metálico, o revestimento do material de suporte consiste em uma folha de metal como o alumínio.

## Tecnologias modernas

### Impressão personalizada
Novas tecnologias de impressão de precisão de tinta digital usando tintas curadas por ultravioleta (UV) estão sendo usadas para a produção de papéis de parede personalizados. Podem ser feitas em forma de tiras muito pequenas, até mesmo em tamanho único. Fotografias ou arte digital são produzidas em papel de parede em branco. As instalações típicas são empresas, restaurantes, instalações esportivas e interiores de residências. Isso dá ao designer a capacidade de dar a um espaço a aparência exata desejada.

### Alta tecnologia
Novos tipos de papel de parede em desenvolvimento ou entrando no mercado no início do século XXI incluem papéis de parede que bloqueiam certos sinais de celular e WiFi, no interesse da privacidade. O papel de parede é revestido com uma tinta prateada que forma cristais que bloqueiam os sinais de saída.

### Sísmica
Em 2012, cientistas do Instituto de Construção Sólida e Tecnologia de Materiais de Construção do Instituto de Tecnologia de Karlsruhe anunciaram que desenvolveram um papel de parede que pode ajudar a evitar que uma parede de alvenaria quebre em um terremoto. O papel de parede utiliza reforço de fibra de vidro em várias direções e um adesivo especial que forma uma forte ligação com a alvenaria quando seca.

### Como meio de expressão artística
Tsang Kin-Wah, um dos pintores mais conhecidos de Hong Kong, cria instalações de papel de parede em grande escala que evocam os designs florais de William Morris em um estilo que ficou conhecido como instalação de arte da palavra.

## Instalação
Assim como a pintura, o papel de parede requer uma preparação adequada da superfície antes da aplicação. Além disso, o papel de parede não é adequado para todas as áreas. Por exemplo, o papel de parede do banheiro pode se deteriorar rapidamente devido ao excesso de humidade (se não for selado com um verniz específico). A preparação adequada inclui o reparo de quaisquer defeitos na parede de gesso ou gesso e a remoção de material solto ou adesivos antigos. Para um melhor acabamento com papéis mais finos e paredes de baixa qualidade, a parede pode ser alinhada (horizontalmente) com papel de revestimento primeiro. Medidas precisas da sala (comprimento, largura e altura) junto com o número de aberturas de janelas e portas são essenciais para solicitar papel de parede. Tiras de papel podem ser cortadas e instaladas de forma mais econômica, com o uso de rolos de papel alternados.
Depois que o papel de parede pré-colado é umedecido ou o papel de parede seco é revestido com pasta úmida, a superfície úmida é dobrada sobre si mesma e deixada por alguns minutos para ativar a cola, que é chamada de "papel de parede de reserva".
Além da instalação convencional em paredes e tetos internos, os papéis de parede foram implantados como revestimentos decorativos para caixas, livros, estantes e persianas.